# Slap Ubijavnik
Slap Ubijavnik leži nad naseljem Dobrova v občini Krško tik pod cesto, ki pelje proti planinski koči na Bohorju, pri zaselku Beli peski na Dobrovskem potoku.
Bohor je geološko vzhodni podaljšek Posavskih gub z zelo pestro geološko sestavo in zapleteno zgradbo. Med zanimive geološke pojave sodijo tudi slapovi, ki površinsko preoblikujejo kamnito zemeljsko površje. Vode po južnem pobočju Bohorja struge urezujejo skozi trden triasni dolomit, dolbejo v njem globoke soteske, ob zelo trdnih kamnitih pregradah pa ustvarjajo slapove in slapiče.
Kamnina preko katere se v treh manjših in enem večjem slapu prelivajo vode, je svetlo siv zrnat triasni dolomit. Nad 7 m visokim slapom Ubijavnik je tolmun, v katerega pada voda preko 2,5 m visokega slapišča, nad njim pa je še nekaj brzic. V bližini slapa je na strmih bregovih vedno nekaj podrtih dreves, na desni strani pa je na manjšem povirju vidno nastajanje lehnjaka.